# Вій (фільм, 2014)
«Вій» або «Вій 3D» (рос. Вий; англ. Forbidden empire;) — художній фільм режисера Олега Степченка, за мотивами повісті «Вій» письменника Миколи Гоголя. Фільм став останньою стрічкою за участю російського актора Валерія Золотухіна. Фільм вироблено російськими студіями Russian Film Group, Marins Group Entertainment та ANKOR-film за участі телеканалу «Інтер».
Фільм з оригінальним російським озвученням вперше вийшов в український широкий прокат 30 січня 2014 року; телевізійна прем'єра цієї ж версії фільму в Україні відбулася 16 березня 2014 на телеканалі «Інтер». Телевізійна прем'єра фільму з українським дубляжем відбулася 16 грудня 2018 на телеканалі «Інтер».

## Сюжет
Дії розгортаються на початку XVIII століття. Картограф Джонатан Грін на кареті вирушає в експедицію по Україні. Проїхавши через Трансільванію і подолавши Карпатські гори, Грін збивається зі шляху й зустрічає двох попутників — ритора Тіберія Горобця й богослова Халяву. Попутники розповідають йому про довколишній хутір, куди рік тому вирушив читати молитви над померлою панночкою їх зниклий товариш Хома Брут. Отець Паїсій оголосив, що стара церква, де лежить труна з панночкою, проклята, і за його вказівкою жителі обгородили її високим парканом. Грін тільки сміється з марновірства своїх нових знайомих, і пізніше попутники покидають Гріна. Після приїзду в хутір карета ламається і Грін змушений затриматися для її лагодження ковалем Тарасом. Отець Паїсій висловлює пану Сотникові свої побоювання щодо приїжджого чужака.
Одного разу вночі Гріна навідують козаки Оверко, Панас, Дорош і Свирид. Вони пригощають його випивкою і дуже насторожуються, коли той просить їх розповісти про Хому. Тільки зараз Грін дізнається, що рік тому Хома зіткнувся в цій самій хаті з відьмою, що потім перекинулася панночкою. Коли ж він читав у церкві молитви над покійною, панночка ожила і закликала нечисту силу, щоб вбити його, але Хома накреслив навколо себе коло крейдою і дві ночі з ним нічого не траплялося. Однак на третю ніч щось сталося, і отець Паїсій оголосив стару церкву проклятим місцем. Грін знову висловлює свою глузливу думку і хоче залишити п'яну компанію, але його вмовляють залишитися. Ще через деякий час вкінець сп'янілі козаки затівають сварку і на очах Гріна починають відбуватися жахливі речі: вареники на тарілці раптом перетворюються на маленьких страшних людиноподібних істот, козаки стають жахливими чудовиськами, а бабка Ганна обертається панночкою. Вчений ховається під столом. Панас, що став нетопирем, наказує іншим істотам не проґавити жертву, але Грін дістає зі столу крейду і встигає окреслити себе колом в ту мить, коли до нього кидається Дорош. Усі чудовиська втрачають його з поля зору, і тоді панночка кличе Вія. За її покликом всю хату обплутують коріння, що піднялись із землі, все огортає темрява і з'являється Вій — бог стародавніх народів, чий погляд володіє смертельною силою. Його повіки вросли корінням у підлогу, але крилаті істоти піднімають їх, і Вій спрямовує свій погляд на людину. Грін з жахом чує слова Вія: він наказує йому допомогти душі панночки знайти спокій, після чого все зникає.
Вранці Грін прокидається, наче й не було нічого. Бабка Ганна каже йому, що він обраний покійною панночкою і тепер є виконавцем наказу Вія. Але Грін вважає, що він просто стомився і надсилає нового листа міс Дадлі. Незабаром його кличе пан Сотник і просить накреслити йому карту хутора і околиць. Грін погоджується, але йому для цього потрібно піднятися на високе місце. Сотник посилає його і Петруся до старої церкви. Петрусь спочатку відмовляється підходити до проклятого місця, але йому доводиться допомогти Гріну з його інструментами. Піднявшись на купол, Грін приймається за свою роботу. Він і Петрусь не знають, що за ними простежили і зараз найнеймовірніші чутки з вуст дружини козака Явтуха вже дійшли до отця Паїсія. Перед тим як спуститися, Грін зазирає в дірку в куполі, але виразно нічого не встигає помітити, оскільки, гойднувшись, хрест збиває його вниз. Інструменти і карта залишаються на даху. Уцілівши завдяки Петрусеві, Грін повертається до хати, а в цей час отець Паїсій влаштовує проти нього змову. За його наказом Дорош ловить Петруся, його катують Відьминим стільцем, але швидко відпускають. Дізнавшись про змову, Петрусь підмовляє Гріна здійснити втечу. Він і сам хоче супроводжувати його, але разом з Настусею. Спочатку все йде за планом, але раптово Настуся чомусь іде на болото. Петрусь біжить за нею і несподівано серед очеретів натикається на рогате чудовисько. Він злякано біжить на хутір і всім повідомляє про те, що трапилося. На болото вирушають хуторяни на чолі з отцем Паїсієм. Настуся стає там свідком, як Оверко вбиває Дороша, позаяк той обікрав його. Хуторяни, що прибігли, вважають, що Настуся і є відьма, хапають її і, незважаючи на благання Петруся, зачиняють у погребі. В цей час Грін, що приплив до обумовленого місця, зустрічає те саме рогате чудовисько і виявляється, що це чоловік, одягнений в овечу шкуру. Незнайомець не чіпає Гріна і навіть допомагає йому вибратися з води на берег, після чого скидає шкуру і ховається. Грін добігає до хутора і повідомляє пану Сотникові, що Настуся невинна. Тут він з'ясовує, що Сотник посилав його до церкви не заради карти, а в надії, що Грін дізнається щось про загиблу панночку й скаже йому правду. Грін погоджується ще раз піти туди, але з умовою, що Сотник забезпечить звільнення Настусі. Проте народ уже в усьому вірить отцеві Паїсію, і тому пана Сотника оглушують, а Гріна шпурляють у льох до Настусі.
Однак, перебуваючи в ув'язненні, Грін випадково дізнається, що на одній з його карт хтось накреслив план втечі і за тонкою стіною знаходиться житло отця Паїсія. Тільки підслухавши розмову священика з Оверком, Грін починає розуміти, що тут відбувається. Незабаром Настусю дістають з льоху, прив'язують до дерев'яного хреста, кладуть у човен і відправляють по річці. За заявою отця Паїсія, якщо вона не відьма, то повинна потонути. Петрусь розуміє, що нічим не може допомогти і вмовляє козака Явтуха випустити Гріна на свободу. Той справляється із завданням, і Грін повідомляє йому всю правду про отця Паїсія. Ледве врятувавши Петруся від самогубства, Грін умовляє його відволікти розлючених людей, одягнувшися в овечу шкуру, що залишилася на березі. План спрацьовує: Петрусь відводить людей за собою. Несподівано його перехоплює Оверко й намагається вбити, але Явтух не дає йому цього зробити. Він веде народ до старої церкви, куди попрямував і Грін.
Вчений у цей час заходить до церкви і йому попадається той, хто весь цей час переховувався під овечою шкурою, зображуючи рогате чудовисько. Це ніхто інший як Хома Брут, який у ту саму ніч, рік тому, зустрів панночку під час святкування Івана Купали. Але ззаду підкрався отець Паїсій, вдарив Хому, а потім зґвалтував і побив панночку. А незабаром з'явилася подруга панночки Настуся, й Хомі довелося сховатися під овечою шкурою. Настуся до того злякалася загибелі панночки, що оніміла. Перед смертю панночка попросила свого батька покликати Хому Брута, оскільки «він знає, хто в овечій…», але вона померла, не встигнувши договорити. Весь цей рік Хома ховався, вдаючи рогате чудовисько, бажаючи тільки одного: забратися з цього місця, для чого він і намагався викрасти карту Гріна. Поки Грін слухає Хому, до нього підкрадається отець Паїсій з сокирою в руках, який весь цей час переслідував свою мету: рік тому, на третю ніч, пан Сотник дав йому червінці з проханням передати їх в нагороду Хомі Брутові. Дорошу і Оверкові це здалося можливістю розбагатіти і тому гроші вони сховали, а збожеволілий отець Паїсій оголосив церкву проклятим місцем. Він каже Гріну, що якийсь час був місіонером в Європі і знає, як можна створити нову релігію. Він оголошує себе новим пророком і намагається вбити Гріна, але церква, що ледь тримається на підпорах, здригається від ударів сокирою, зі стелі звалюється великий хрест і розчавлює отця Паїсія. У цей момент Явтух приводить до церкви людей і всі дізнаються правду.
Петрусь рятує Настусю, а Тарас закінчує лагодження карети Гріна. Хома стає священиком, а Грін, розуміючи, що він виконав своє завдання, прощається з усіма і повний радості, що все добре закінчилося, вирушає далі, в Москву. Він пише нового листа міс Дадлі, не здогадуючись, що вона вже народила від нього дитину і її батько тепер схвалює їхній шлюб. Грін пише, що всі містичні події, які трапилися з ним, можна пояснити психічним розладом, однак у цей самий час його карету наздоганяє один з маленьких крилатих карликів і залазить у його сумку з картами.

## У ролях
| Актор              | Роль                                   |
| ------------------ | -------------------------------------- |
| Джейсон Флемінг    | Джонатан Грін                          |
| Олексій Чадов      | Петрусь                                |
| Агнія Дітковскіте  | Настуся                                |
| Юрій Цурило        | сотник                                 |
| Андрій Смоляков    | отець Паїсій                           |
| Ольга Зайцева      | панночка-відьма                        |
| Олексій Петрухін   | Хома Брут                              |
| Валерій Золотухін  | Явтух                                  |
| Олександр Карпов   | Панас                                  |
| Ніна Русланова     | дружина Явтуха                         |
| Олександр Яковлєв  | Оверко «Косий»                         |
| Ігор Жижикін       | Дорош                                  |
| Олексій Огурцов    | Свирид                                 |
| Анатолій Гущін     | Тиберій Горобець                       |
| Іван Моховиків     | богослов Халява                        |
| Олег Тактаров      | Грицько                                |
| Віктор Бичков      | коваль Тарас                           |
| Емма Черна         | бабка Ганна                            |
| Йола Санько        | дочка отця Паїсія                      |
| Анна Чуріна        | міс Дадлі                              |
| Чарльз Денс        | лорд Дадлі (озвучив Олександр Груздєв) |
| Єлизавета Сіталова | Позашлюбна дитина, байстрючка          |
| Руслан Устинов     | Остап                                  |

## Знімальна група
- Режисер — Олег Степченко
- Сценарист — Олег Степченко, Олександр Карпов
- Продюсер — Олександр Куликов, Руслан Устинов, Олексій Петрухин
- Композитор — Ерік Колвін

## Виробництво
Фільм перебував у процесі виробництва з грудня 2005 року. За цей час змінювалися режисер, сценарій, із фільму планували зробити трилогію, потім знову повернулися до односерійної версії, прем'єра ж відкладалася безліч разів.

### Кошторис
У 2012 році фільм виграв пітчинг російського державного «Фонду кіно» як фільм «соціально важливої тематики». Фінальний кошторис стрічки склав ₽678,8 млн. (~$26 млн.). з них частка російського державного «Фонду кіно» склала приблизно 6 % від загального кошторису (₽41 млн. з ₽678,8 млн.)

### Дубляж українською
Українською фільм дубльовано у 2018 році на замовлення телеканалу «Інтер». Вперше фільм в українському дубляжі демонструвався 16 грудня 2018.

## Критика у Росії
10 лютого 2014 російська Федеральна антимонопольна служба отримала скаргу громадської організації «Твереза Росія» на творців і розповсюджувачів фільму за приховану рекламу горілки. Організація виявила в цьому фільмі порушення закону про рекламу та закону про захист дітей від інформації, що завдає шкоди їх здоров'ю і розвитку. У скарзі зазначено що у фільмі неодноразово згадується назва горілки «Хортиця», а на одному з кадрів показано зображення товарного знака цієї горілки. Крім того зазначається що у фільмі демонструється розпивання міцних алкогольних напоїв, проте фільм має маркування вікового обмеження «12+».